# 이화명
태라(1992년 3월 26일 ~)는 대한민국의 가수다. 이전 예명은 윤태라였다. 2021년 8월 예명을 이화명으로 변경하였다.